# Argyranthemum winteri
Espèce
Classification phylogénétique
Statut de conservation UICN

 CR B2ab(iii,v) : 
En danger critique
Argyranthemum winteri  est une espèce de plante à fleurs de la famille des Asteraceae.
C'est une des espèces appelées Chrysanthème.

## Synonyme
- Chrysanthemum winteri Svent.